# 德保站
德保站，位于中华人民共和国广西壮族自治区百色市德保县，是田德铁路、德靖铁路上的火车站，建于2010年，2016年1月29日开通客运服务，由南宁铁路局管辖。

## 車站周邊
- 德保红枫森林公园
- 银百高速公路

## 歷史
- 建于2010年。
- 2016年1月29日开通客运服务。

## 外部連結
- 中国铁路客户服务中心 （页面存档备份，存于）